# Kominiarczyk szarobrzuchy

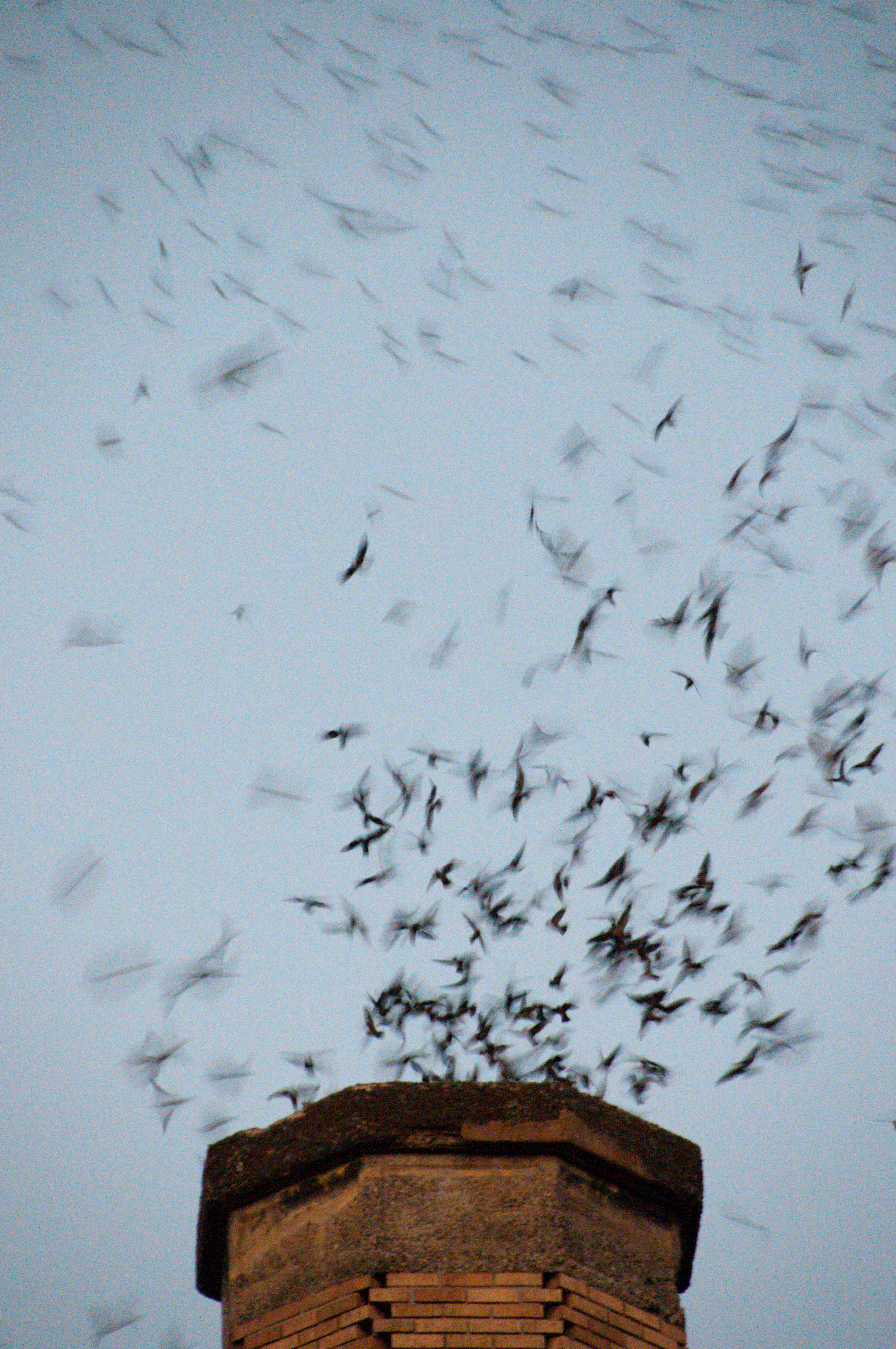
Grupa kominiarczyków szarobrzuchych

Kominiarczyk szarobrzuchy (Chaetura vauxi) – gatunek małego ptaka z rodziny jerzykowatych (Apodidae). Zamieszkuje Amerykę Północną i skrajnie północną część Ameryki Południowej. Nie jest zagrożony.

## Systematyka
Gatunek ten po raz pierwszy zgodnie z zasadami nazewnictwa binominalnego opisał w 1839 roku John Kirk Townsend jako Cypcelus Vauxi; jako miejsce typowe wskazał tereny nad rzeką Kolumbia. Obecnie gatunek zaliczany jest do rodzaju Chaetura.
Dawniej łączony w jeden gatunek z kominiarczykiem amerykańskim (C. pelagica) i jednobarwnym C. chapmani. Międzynarodowy Komitet Ornitologiczny (IOC) wyróżnia 7 podgatunków Chaetura vauxi:
- C. v. vauxi (J.K. Townsend, 1839) – kominiarczyk szarobrzuchy[4]
- C. v. tamaulipensis Sutton, 1941
- C. v. warneri A.R. Phillips, 1966
- C. v. richmondi Ridgway, 1910 – kominiarczyk ciemny[4]
- C. v. gaumeri Lawrence, 1882 – kominiarczyk jukatański[4]
- C. v. ochropygia Aldrich, 1937
- C. v. aphanes Wetmore & Phelps Jr, 1956 – kominiarczyk wenezuelski[4]

Za podgatunek kominiarczyka szarobrzuchego był także uznawany kominiarczyk ciemnobrzuchy (Chaetura andrei) ze wschodniej Wenezueli. W 2018 roku Chesser et al. w oparciu o badania genetyczne zaproponowali podniesienie go do rangi odrębnego gatunku; decyzję tę w 2019 roku zaakceptował South American Classification Committee (SACC).

## Morfologia
Długość ciała 12 cm. Mały, brązowy, o ciemnym grzbiecie i wierzchu skrzydeł; spód ciała jaśniejszy, gardło i górna część piersi najjaśniejsze; ostre stosiny sterówek wystają poza końce chorągiewek. Obie płci są podobne.

## Zasięg występowania
Ameryka Północna (od zachodniej Kanady do południowo-zachodnich USA, Meksyk, Ameryka Centralna), północno-środkowa Ameryka Południowa. Północne populacje (podgatunek C. v. vauxi) są wędrowne – zimują w Meksyku i Gwatemali. Poszczególne podgatunki zamieszkują:
- C. v. vauxi – zachodnia Kanada do południowo-zachodnich USA
- C. v. tamaulipensis – wschodni Meksyk
- C. v. warneri – zachodni Meksyk
- C. v. richmondi – południowy Meksyk do Kostaryki
- C. v. gaumeri – półwysep Jukatan i wyspa Cozumel (Meksyk)
- C. v. ochropygia – wschodnia Panama
- C. v. aphanes – północna Wenezuela

## Ekologia
Często obserwowany ponad lasem; gniazda zakłada w wypróchniałych pniach sekwoi. Przystosowuje się stopniowo do gniazdowania w kominach.

## Status zagrożenia
Międzynarodowa Unia Ochrony Przyrody (IUCN) uznaje kominiarczyka szarobrzuchego za gatunek najmniejszej troski (LC – Least Concern). W 2019 roku organizacja Partners in Flight szacowała liczebność populacji na około 860 tysięcy dorosłych osobników, a jej trend oceniała jako umiarkowanie spadkowy.